# Faisal Arefin Dipan
Faisal Arefin Dipan (bengali : ফয়সল আরেফিন দীপন) né le 12 juillet 1972 et mort le 31 octobre 2015 était un éditeur du Bangladesh qui avait collaboré avec de nombreux écrivains éminents de la littérature bengalie comme Muhammed Zafar Iqbal (en), Syed Shamsul Haque (en), Ahmed Sofa et Sufia Kamal, ainsi qu'avec d'éminents spécialistes et personnalités comme Badruddin Umar (en), Serajul Islam Choudhury (en), Syed Moqsud Ali, Muhammad Habibur Rahman et Ahmed Sharif (en), et surtout l'auteur scientifique Avijit Roy, qui s'est particulièrement distingué par ses travaux.
Dipan, 43 ans, éditeur de Jagriti Prakashani qui a publié le livre de Avijit Roy, Biswasher Virus (Le virus de la foi en bengali), a été poignardé à Dacca le 31 octobre 2015. Selon certaines informations, il aurait été tué dans son bureau du troisième étage de la maison d'édition Jagriti Prokashoni. L'attaque a fait suite à un autre coup de couteau, plus tôt le même jour, dans lequel l'éditeur Ahmedur Rashid Chowdhury et deux écrivains, Ranadeep Basu et Tareque Rahim, ont été poignardés dans leur bureau dans une autre maison d'édition. Les trois hommes ont été emmenés à l'hôpital, et au moins un d'entre eux était dans un état critique,,

## Jeunesse et éducation
Dipan est né dans une famille universitaire. Son père Abul Qasem Fazlul Huq, professeur de littérature bengali et érudit, et sa mère Farida Pradhan, professeur principal de Rokeya Hall, ont pris leur retraite de l'université de Dacca.

## Carrière
Dipan a grandi autour des auteurs et des écrivains. Son père était actif dans les milieux universitaires. Dipan a fondé sa maison d'édition, Jagriti Prokashony, à petite échelle pendant ses études de premier cycle en 1992.
Comme l'indique un article commémoratif du Daily Star du 22 novembre 2015, « Grandissant dans une maison pleine de livres, Faisal Arefin Dipan a toujours été fasciné par les livres. Il croyait que les livres pouvaient rajeunir une société, un état et une nation.».
Dans la première année de ses activités commerciales, Jagriti avait réussi à faire paraître douze publications, dont l'œuvre acclamée par la critique, « Ami Birangona Bolchhi » (En tant qu'héroïne de guerre, je parle) de Nilima Ibrahim, qui raconte les histoires de femmes et de filles bengalies violées et torturées par des soldats pakistanais et leurs collaborateurs pendant la guerre de libération du Bangladesh en 1971. Le livre documente l'expérience horrible de la survie de ces femmes et filles dans les camps militaires pakistanais et jette un regard critique sur la structure sociale qu'elles ont eu du mal à retrouver après la fin de la guerre.

## Jagriti Prokashony
Dans l'une de ses interviews télévisées en 2012, Dipan avait exprimé son intention de se démarquer de beaucoup d'autres en soutenant à la fois le « divertissement créatif » et l'« enrichissement de l'esprit » des flux d'œuvres. Il a estimé que cette dernière catégorie était en train de s'estomper ces derniers jours et qu'il fallait faire davantage pour relancer le courant intellectuel dans les publications bangladaises.
Les publications les plus remarquables de Jagriti incluent :
- (bn) Nilima Ibrahim, Ami Birangona Bolchhi, Jagriti Prokashony, 1995 (ISBN 984-458-287-3)
- (bn) Sufia Kamal, Ekattorer Dayeri, Jagriti Prokashony, 2007
- (bn) Muhammed Zafar Iqbal, Aro Ekti Bijoy Chai, Jagriti Prokashony, 2010
- (bn) Abir Raihan et Avijit Roy, Obisshahser Dorshon, Jagriti Prokashony, 2011 (ISBN 978-984-8972-02-1)
- (bn) Avijit Roy, Bisshash Er Virus : Bisshash Er Bibortinio Bishleshon, Jagriti Prokashony, 2014 (ISBN 978-984-90914-5-5)
- (bn) Syed Shamsul Haque, Premer Golpo, Jagriti Prokashony
- (bn) Nirmelindu Goon, Rudra Mohammad Shahidullah et Shahid Qadri, Premer Kobita, Jagriti Prokashony
- (bn) Badruddin Umar, Durniti O Sontrash, Jagriti Prokashony
- (bn) Selina Hossain, Chadbene, Jagriti Prokashony
- (bn) Ahmed Sharif, Bhab-Budbud, Jagriti Prokashony
- (bn) Sirajul Islam Choudhury, Birup Bisshe Sahoshi Manush, Jagriti Prokashony, 2009
- (bn) Abul Qasem Fazlul Huq, Ekushe February Andolon, Jagriti Prokashony, 2004
- (bn) Bulbon Osman, Shilpo, Shilpi O Shomaj, Jagriti Prokashony, 2010
- (bn) Sultana Kamal, Chhilem Kothai Jeno Nilimar Niche, Jagriti Prokashony
- (bn) Kazi Abdul Wadud, Hazarat Mohammad O Islam, Jagriti Prokashony, 2010
- (bn) Selim Al Deen, Dhaboman, Jagriti Prokashony, 2008
- (bn) Muhammad Habibur Rahman, Jati Dhormo Borno Nirbisheshe Sobar Jonno Manobadhikar, Jagriti Prokashony, 2007
- (bn) আলী আহসান, Odvut Chobigulo, Jagriti Prokashony,‎ 2015 (lire en ligne)

Dipan a été un membre actif des associations d'éditeurs au Bangladesh et a occupé plusieurs postes au sein des comités exécutifs. Il a participé activement à la foire du livre Ekushey (en) et à d'autres foires du livre bengali. Il avait participé à des entrevues dans les journaux et à la télévision, ainsi qu'à des émissions-débats pour discuter de l'industrie de l'édition au Bangladesh,,
Malgré la mort tragique de Dipan, Jagriti Prokashony reste aujourd'hui pleinement opérationnel sous la direction de l'épouse de Dipan, Razia Rahman Jolly (médecin-chef au Centre médical universitaire de Dacca).

## Association avec Avijit Roy
Avijit Roy, l'activiste, écrivain et blogueur en ligne bangladais-américain assassiné, était connu de Dipan depuis sa petite enfance sur le campus de l'université de Dhaka, où il vivait dans le même quartier et où il a assisté à Udayan Bidyalaya.
Avijit a fait publier deux de ses œuvres importantes, « Philosophy of Disbelief » et « Virus of Faith », chez Jagriti Prokashony.
Dipan avait reçu plusieurs menaces de mort pour son association avec Avijit Roy depuis la montée de l'extrémisme religieux au Bangladesh ces dernières années,.

### Meurtre
Dipan a été brutalement tué par un groupe de fondamentalistes religieux présumés dans l'après-midi du 31 octobre 2015, alors qu'il travaillait seul dans son bureau au supermarché Aziz à Dacca. Son corps a été retrouvé dans une flaque de sang par les autorités locales du marché, son père, qui a dû entrer par effraction dans le bureau de Jagriti Prokashony laissé fermé de l'intérieur par les meurtriers. Il avait plusieurs marques de blessures par des armes tranchantes comme des machettes. Dipan a été déclaré mort dès que son corps a été transporté d'urgence à l'hôpital voisin,,.
Le meurtre de Dipan a coïncidé avec l'attaque d'un autre éditeur d'Avijit Roy, Ahmedur Rashid Chowdhury (propriétaire de Shuddhoswar Prokashony), qui a survécu à un poignardage brutal similaire dans son bureau dans une autre partie de Dacca dans la même après-midi,.
Certaines cellules dormantes locales de groupes terroristes internationaux comme Al-Qaïda et l'État islamique ont revendiqué les attentats perpétrés contre des écrivains laïques, des libres-penseurs et des militants des droits de l'homme au Bangladesh,.
Les forces de l'ordre du Bangladesh poursuivent activement les auteurs de ces actes avec un certain succès depuis que leur campagne antiterroriste s'est intensifiée à la suite des attentats terroristes du Saint Artisan à Gulshan,.
La mort de M. Dipan a été largement couverte par les médias mondiaux et locaux, a suscité l'indignation du grand public et a été fermement condamnée par de nombreuses organisations, dont l'ONU et l'ambassade des États-Unis à Dacca.

### Premier anniversaire de décès
Dipan Smriti Sangsad (Conseil commémoratif de Dipan) a tenu un événement commémoratif à l'auditorium du Teacher-Student Center de l'université de Dacca le 31 octobre 2016 pour souligner le premier anniversaire du décès de Dipan. D'éminents universitaires, écrivains, éditeurs, journalistes, personnalités culturelles et militants comme participent au débat. Un livre commémorant la vie et l'œuvre de Dipan a été lancé lors de l'événement,,,,.
Les conférenciers, tout en s'adressant à un auditoire de près de cinq cents personnes de tous les milieux, ont exprimé leur profonde préoccupation et leur insatisfaction devant la lenteur de l'enquête sur ce meurtre. Ils ont souligné la prévalence d'une « culture de l'impunité et de l'absence de responsabilité » au Bangladesh, qui conduisait à la récurrence de crimes odieux comme le meurtre brutal du Dipan et d'autres,,,.
La journée a également été marquée par une importante chaîne humaine de personnes endeuillées et de manifestants près du supermarché Aziz à Dacca, exigeant l'arrestation immédiate et le jugement rapide des assassins de Dipan,.
Toutes les grandes chaînes de télévision du Bangladesh ont assuré une couverture spéciale de l'événement dans leurs bulletins d'information nationaux.